# ティーンエイジ・ジーザス・アンド・ザ・ジャークス
ティーンエイジ・ジーザス・アンド・ザ・ジャークス（Teenage Jesus and the Jerks）は、ニューヨークを拠点とし、その地でノー・ウェイヴ運動の一翼を担ったアメリカのノー・ウェイヴ・バンドです。

## 背景
リディア・ランチがCBGBでサックス奏者のジェームス・チャンスと出会い、彼の2部屋のアパートに引っ越した。彼女は詩とアコースティックギターを融合させ始め、初期マーズのパフォーマンスを見てバンドを結成するきっかけを作った。ランチはCBGBでギタリストのレックを見出し、ドラマーとして採用したが、後にベースに転向した。彼らはスキャブス（Scabs）というバンドを結成し、ジョディ・ハリスを一時的にメンバーに加えた。ランチはミリアム・リナを通じてブラッドリー・フィールドと知り合い、1977年初頭に彼を説得して加入させた。
バンドは非常に短い曲を収録した10分間のセットリストを作った。シングルは数枚しかリリースされなかった。
ブライアン・イーノが編集・プロデュースを担当した、初期のノー・ウェイヴ・シーンを象徴するアルバム『ノー・ニューヨーク』に彼らの音源が収録されたが、バンドが残した完全な録音曲は12曲ほどに過ぎなかった。現存する曲のほとんどは、1995年にアタヴィスティック・レコードからリリースされた18分間のキャリア回顧録コンピレーション『Everything』に収録されている。しかし、いくつかの曲にはスタジオ・バージョンが残っており、ライブ録音もいくつか存在している。
グループは1979年末に解散したが、2008年に元ベーシストだったジム・スクラヴノス（ドラム）と、サーストン・ムーア（ベース）を迎え、短期間の再結成を果たし、数回の公演を行った。

## 音楽スタイルと哲学
サイモン・レイノルズは著書『Rip It Up and Start Again: Postpunk 1978–1984』の中で、ティーンエイジ・ジーザス・アンド・ザ・ジャークスをロックへの冒涜行為だと評している。
ティーンエイジ・ジーザス・アンド・ザ・ジャークス、そして彼らの同志バンドであるマーズ、ザ・コントーションズ、DNAは、ラディカリズムを「ルーツへの回帰」ではなく「根源からの脱却」と定義した。興味深いことに、ノー・ウェイヴのグループは、ギター、ベース、ドラムという標準的なロックのフォーマットを用いることで、ロックの伝統への反抗を演出していた。まるで、ポストロックのノイズを生み出すための安易な電子楽器という手段があまりにも短絡的すぎると感じていたかのようだった。彼らはロックの道具を自らに逆らって使ったのだ。だからこそ、ノー・ウェイヴ・ミュージックは、ロックの死体を解体し、冒涜し、汚すというメタファーを否応なく呼び起こすのだ。
リディア・ランチはパンクロックへの軽蔑を公言しており、同じ『Rip It Up』の中でこう述べている。「パンクロックのほとんどすべてが嫌いだった。ノー・ウェイヴがパンクロックと関係があるとは思わない。ロックで使い古されたコードや和声進行なんて、誰が欲しがるっていうの? スライドギターを弾くのに私はナイフやビール瓶を使う……ガラスが一番いい音が出る。今でもギターのコードは一つも知らない」。

## ディスコグラフィ

### シングル
- "Orphans"/"Less of Me" (1978年) ※7インチ
- "Baby Doll" (1979年) ※7インチ

### EP
- Teenage Jesus and the Jerks (1979年、Migraine) ※12インチ。通称『Pink』EP
- Pre Teenage Jesus and the Jerks (1979年、ZE) ※12インチ

### コンピレーション・アルバム
- Hysterie (1986年、Widowspeak) ※リディア・ランチ名義
- Everything (1995年、Atavistic) ※これはオリジナル・ティーンエイジ・ジーザスのトラックを集めたコンピレーションだと主張しているが、実際は、J・G・サールウェルがクリント・ルインというペンネームでリミックスした素材をフィーチャーしたリディア・ランチのコンピレーション・アルバム『Hysterie』のサイド1に過ぎない。
- Shut Up and Bleed (2008年、Atavistic) ※これは実際には、ティーンエイジ・ジーザスのオリジナル録音であり、シングルとEPのすべての素材と、アルバム『ノー・ニューヨーク』の1曲を除くすべての曲が収録されている。
- Live 1977-1979 (2015年、Other People) ※6つの異なるライブ録音から素材を集めたコンピレーション。
- Discography (2015年、via Bandcamp) ※『Pink』EP、『Pre』EP、そしてコンピレーション『ノー・ニューヨーク』のトラックを収録したコンピレーション。マスターテープが入手不可能となったため、1～10曲目はアナログレコード起こし[7]。

### 参加アルバム
- 『ノー・ニューヨーク』 - No New York (1978年、Antilles) ※ザ・コントーションズ、マーズ、DNAとのコンピレーション